# Alderaan
Alderaan er en planet i Star Wars-universet. Navnet menes at være en differentieret fra stjernen Aldebaran.[kilde mangler]

## Geografi
Alderaan ligger mindre end 5.000 lysår fra Star Wars Galaksens kerne. Planetens overflade domineres af græs- og bjergområder, diameter 5500 km. Alderaan er desuden hjemplanet for noget af det mest kendte dyreliv i Star Wars-universet, så som racerne nerf og thranta. Byerne på Alderaan er bygget med stor omhu, for på bedste måde at beskytte, og ikke beskadige, naturen. Hovedstaden på planeten hedder Aldera og er bl.a. kendt for sit universitet. Alderaan er prinsesse Leia Organas hjemplanet. Planeten ender med at blive sprængt i luften af den første dødstjerne i filmen  Star Wars Epiode IV: A New Hope.

## Politik
Alderaan går ind for fredelige forhandlinger, når konflikter opstår – og befolkningen værdsætter deres deltagelse i senatet. Selvom Alderaans politik og samfund er overvejende demokratisk, blev planeten anført af et monarkisk overhoved. Monarkerne får tildelt titler og navne som "Prins", "Prinsesse", "First Chairman" eller "Viceroy". Bail Organa var leder af Alderaan, da planeten blev destrueret.
Efter ordre fra Grand Moff Tarkin blev Alderaan sprængt i stykker i A New Hope, for at demonstrere for den på det tidspunkt tilfangetagne Prinsesse Leia, hvor kraftig Dødsstjernen var. Ca. 60.000 beboere overlevede, fordi de ikke befandt sig på planeten på det tidspunkt. Mange flyttede til New Alderaan – og håbede de kunne skabe den samme idyl og skønhed, som var på Alderaan.

## Kultur
Befolkningen på Alderaan er meget idyllisk og værdsætter kunst, arkitektur, digte, sange og skuespil. Efter planeten blev sprængt i stykker i A New Hope, forsøgte de ca. 60.000 overlevende at skabe New Alderaan, der igen skulle frembringe den skønhed der var på Alderaan før destruktionen.